# St.-Bartholomäus-Kirche (Unternesselbach)

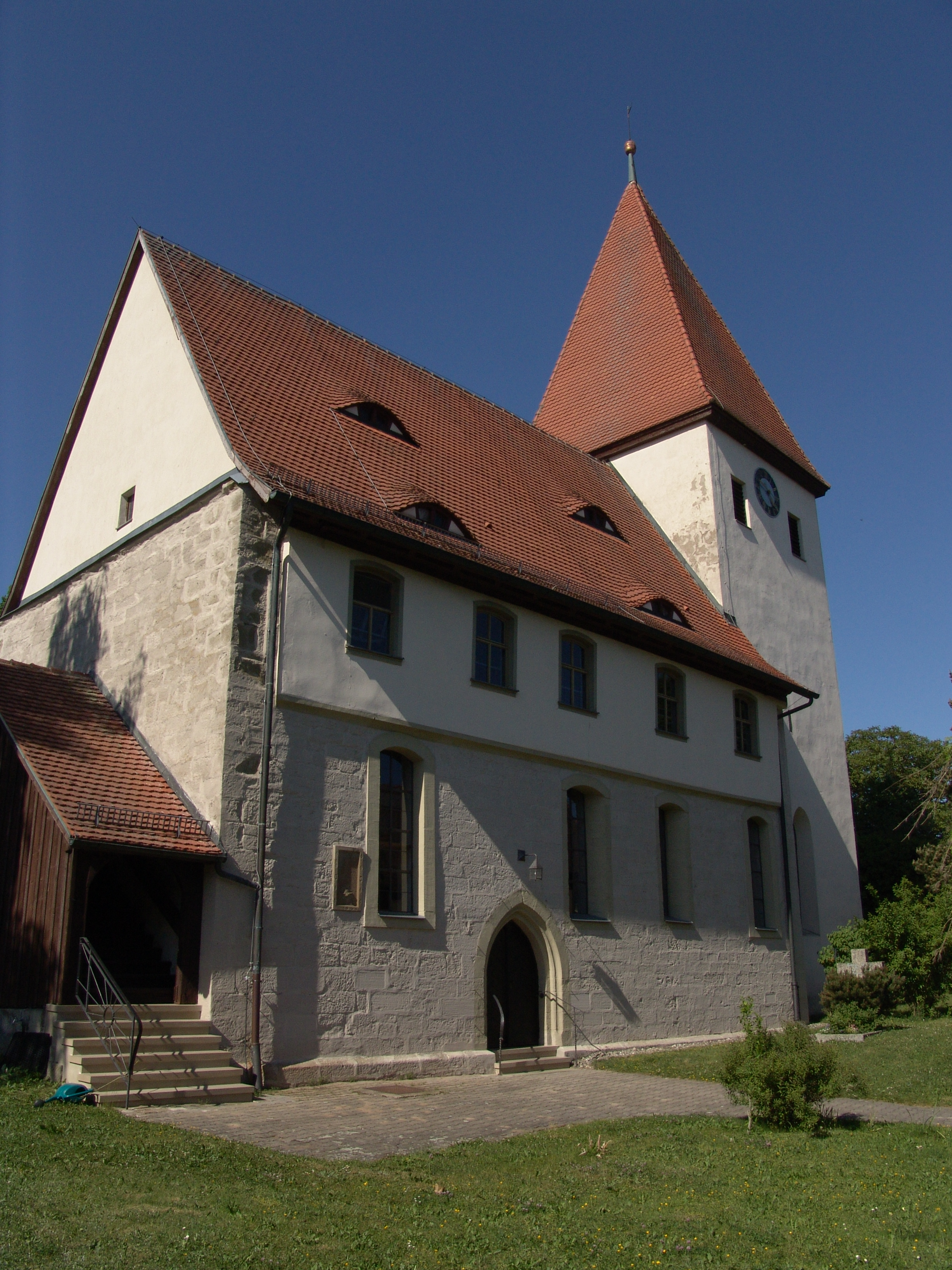
St.-Bartholomäus-Kirche

Die St.-Bartholomäus-Kirche ist eine evangelische, unter Denkmalschutz stehende Kirche und befindet sich am nördlichen Ortsrand von Unternesselbach, einem Gemeindeteil der Kreisstadt Neustadt an der Aisch, zu Füßen des Eulenbergs.

## Geschichte
Auf das hohe Alter der Kirche deuten die bei der Kirchenrenovierung im Jahr 1640 gemachten Münzfunde hin. Bereits im Jahr 1051 stand hier wahrscheinlich eine Kapelle, die später zur Kirche ausgebaut wurde.
Im Jahr 1350 wird die Kirche erstmals als Pfarrsitz erwähnt. Aus der Zeit der Gotik stammen das Eingangsportal, die Nordfenster und die Tür zur Sakristei. Die jüngste der drei Glocken der Kirche stammt aus dem Jahre 1402. Die drei Glocken haben alle Kriege unversehrt überstanden.
Die Kirche war in früheren Jahren Mutterkirche für die Kirchen in Altheim, Dottenheim, Hambühl und Kaubenheim.
Am 17. April 1518 soll Martin Luther auf einer Wanderung von Wittenberg nach Heidelberg in Unternesselbach vorbeigekommen sein. Da der Pfarrer den Zutritt zur Kirche verweigerte, betete Martin Luther unter der Linde vor der Kirche. Seitdem wird dieser Baum Lutherlinde genannt. Im Jahr 2002 musste die alte Linde aufgrund ihres hohen Alters entfernt werden. Jedoch wurde eine neue Linde gepflanzt und eine Bronzetafel aufgestellt.

## Architektur
Das Gebäude besitzt an der Ostseite einen markanten, den Ort überragenden Turm. Auf der oberen der beiden Emporen steht die Orgel.

## Ausstattung
Im Altarraum befindet sich ein Zweisäulen-Altar. Dieser stammt aus dem Jahr 1703 und wurde von Georg Ansorg aus Wilhermsdorf gefertigt. Der Altar zeigt das Bildnis einer Kreuzigungsgruppe mit zwei Frauen.
Der historische Taufstein wurde von dem Unternesselbacher Pfarrer und künstlerischem Bildhauer Lietzheimer († 1616) aus Stein gefertigt. Er trägt die Inschrift: „Lasset die Kindlein zu mir kommen“. Lietzheimer war 1594 von Herrnneuses nach Unternesselbach versetzt worden.
Darüber hinaus ist noch der Totenschild für einen Neustetter genannt Stürmer von Unternesselbach von 1493 sehenswert.